# Mevaseret Zion
Mevasseret Zion (em hebraico:  מְבַשֶּׂרֶת צִיּוֹן)
é um subúrbio de Jerusalém, Israel, é composto de dois diferentes municípios, Maoz Sião e Mevasseret Yerushalayim sob a jurisdição de um conselho local.
Mevasseret Zion está localizado no cume de uma montanha a 750 metros acima do nível do mar, na periferia de Jerusalém. Está à dez quilômetros da cidade, abrangendo ambos os lados da rodovia de Jerusalém–Tel Aviv . Tem uma população de 22,800 habitantes distribuídos por 15 bairros. A riqueza per capita é a mais alta dos municípios do Distrito de Jerusalém. O atual Prefeito de Mevasseret Zion é Yoram Shimon.

## História

### Área do castelo
Devido à sua localização estratégica, o assentamento na área de Mevaseret Zion remonta à antiguidade. Os romanos construíram uma fortaleza ali, conhecida como Castellum.[carece de fontes?] Sobre as ruínas da fortaleza, os Cruzados construíram um castelo, Castellum Belveer, do qual nenhum vestígio permanece. Belveer é mencionado em uma carta de Eraclius, Patriarca de Jerusalém, datada de setembro de 1187, no qual ele descreve a matança de Cristãos "pela espada de Mafumetus o Descrente e o seu mau adorador de Saladino" e a conquista Árabe da cidade, que foi renomeado al-Qastal.
Durante o Mandato Britânico da Palestina, se refere este bairro como "The Castle". Os Árabes chamavam-no "al-Qastal", pronunciar o "t". Os Judeus chamaram de "HaCastel" ("o Castelo").
Durante a Guerra da Palestina de 1948, as batalhas aconteceram aqui como Árabes e Judeus lutavam pelo controle de Qastal, que dava para o main Tel Aviv-Jerusalém rodovia. Qastal trocou de mãos diversas vezes no decorrer da luta. A maré virou-se quando o Árabe comandante Abd al-Qadir al-Husayni foi morto. Muitos dos Árabes deixaram seus cargos para participar de al-Husayni do funeral na Mesquita de Al-Aqsa na sexta-feira, 9 de abril. No mesmo dia, Qastal caiu para o Yishuv forças, praticamente sem oposição.

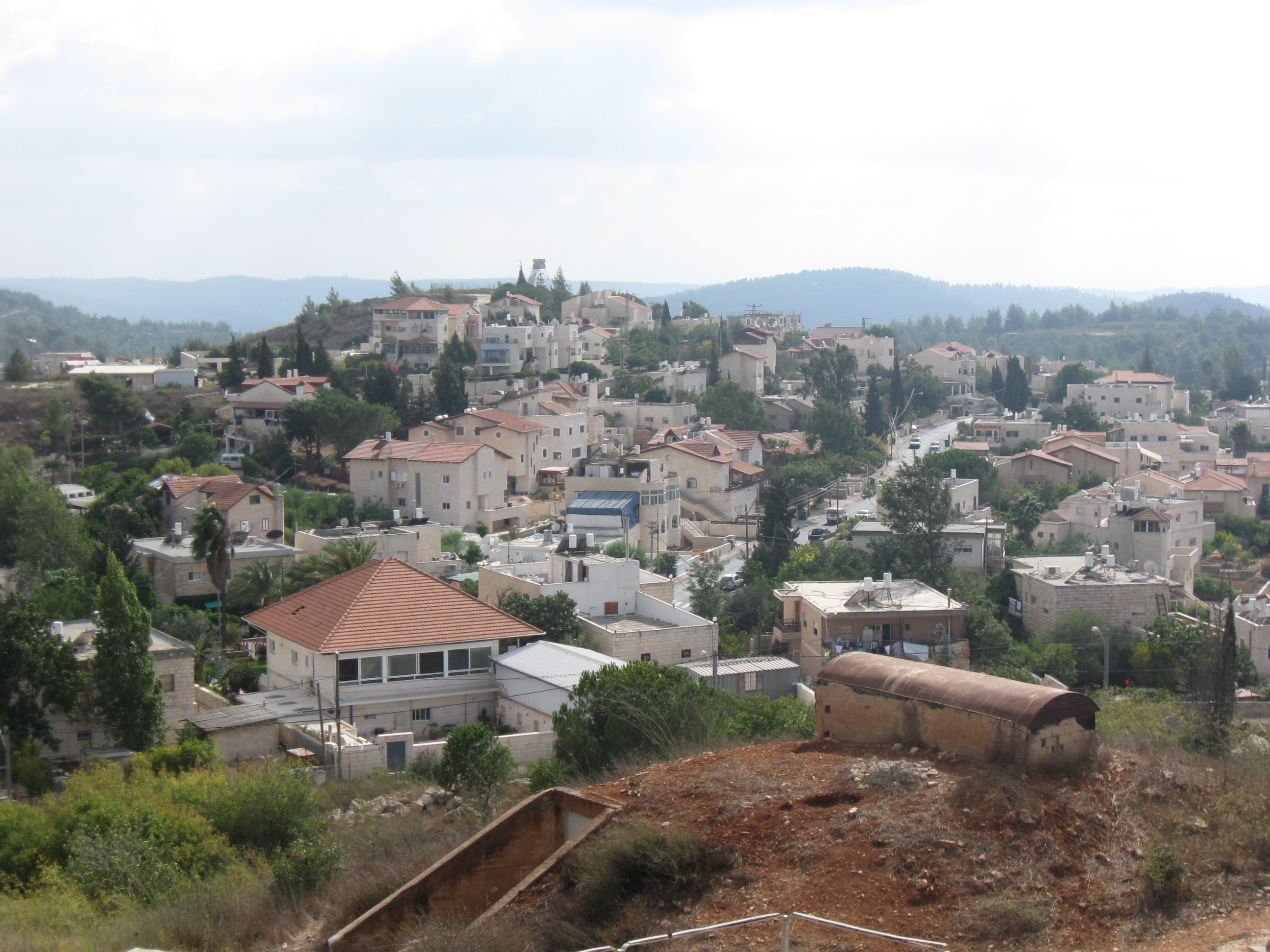
Vista do Maoz Sião a partir de Castel Parque Nacional

### Maoz Sião
Maoz Sião ("Fortaleza de Sião") foi criada em 1951 para abrigar os novos imigrantes do Iraque, do Curdistão, no Norte de África e o Irã , que tinha vivido em um ma'abara, ou campo de trânsito, ao pé do Castelo. Muitos foram empregados nas proximidades Solel Boneh pedreira.

### Mevasseret Yerushalayim
Mevasseret Yerushalayim foi estabelecida a leste do Ma'oz Sião em 1956 por imigrantes Judeus do Norte de África. Ele foi localizado em uma colina perto da linha do armistício, a norte de Motza. Os moradores trabalhou em pomares no Arazim Vale.

### A unificação de conselho local de
Em 1963, Maoz Sião e Mevasseret Yerushalayim formou uma joint-conselho local, que foi chamado de Mevasseret Zion. A origem do nome vem do Livro de Isaías: "על הר גבוה עלי לך מבשרת ציון" ("Subir uma grande montanha, O arauto da alegria de Sião") (Isaías 40:9).

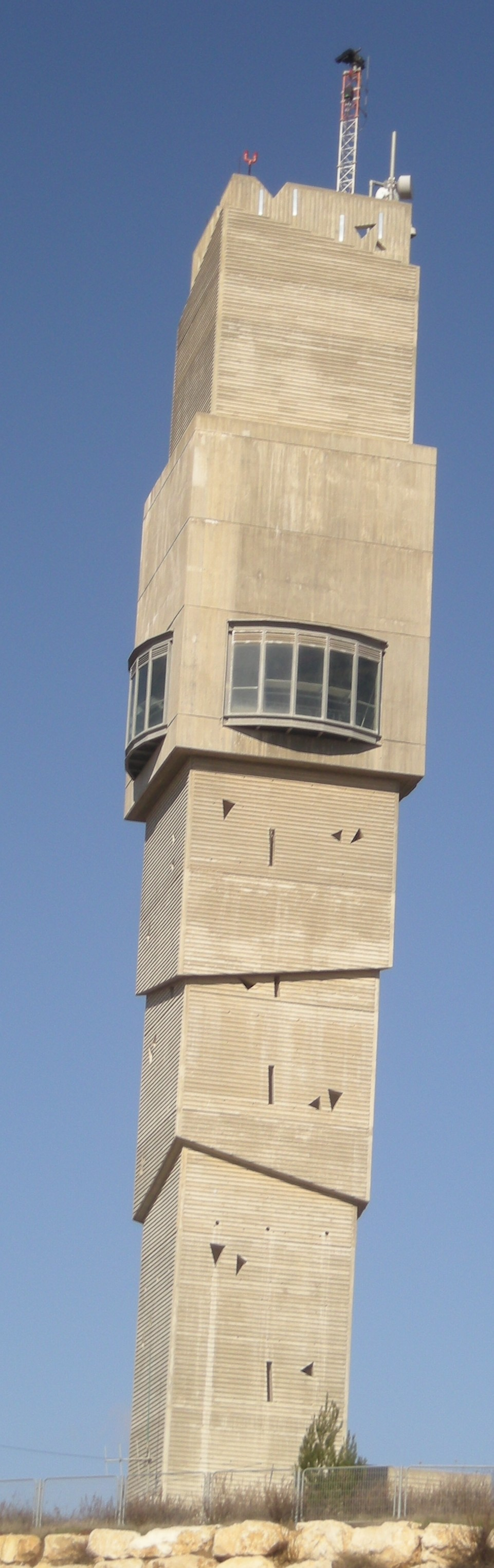
Mevasseret Zion torre de água

## Instituições
Har'el  shopping está localizado na entrada Mevasseret Zion, perto do intercâmbio de Har'el. O shopping atende os residentes de Mevasseret Zion, Maoz Sião, comunidades do entorno, bem como os viajantes da rodovia de Jerusalém - Telavive. O shopping inclui cerca de 80 empresas, incluindo campo de Golfe, s.wear e Magnolia Jewelersr.
O primeiro McDonald's kosher do mundo abriu lá em 1995.

## Arqueologia
Entre abril e Maio de 2003, uma escavação de salvamento arqueológico realizado em Nahal Sorek Rua em Mevasseret Zion veio a tona um antigo túmulo caverna datados de meados do Período do Segundo Templo. As ruínas de uma estrutura medieval, Khirbet Beit Mizza, estão localizados em Mevasseret Zion, acredita-se ser o sítio da cidade bíblica de Motza mencionado no Livro de Josué 18:26.

## Esportes
Mevasseret Zion tem uma equipe de futebol e uma equipe de basquete do time.
O Hapoel Mevasseret Zion, joga no File Liga Gimel, Israel é o 5º da liga. Começou como Hapoel Mevasseret Zion e, em seguida, unidos com Ironi Abu Ghosh, e tornou-se o primeiro Israelense time misto a partir de um Árabe aldeia e um Judeu da cidade. Em 2007 Mevasseret-Abu Ghosh foi unido com o Hapoel Katamon, e, em seguida, separados novamente. A equipe é construída de Árabes e Judeus jogadores, e participou de amistoso internacional torneios para a paz.
A equipe joga no local um campo de futebol chamado "Hamigrash Hayarok" o Que significa, em hebraico, o campo verde. A capacidade é de cerca de 200 pessoas.
O Hapoel Mevasseret Zion time de basquete joga também para a Liga Aposta. A equipe joga em local quadra de basquete, com capacidade para 300 lugares.

## Residentes Notáveis

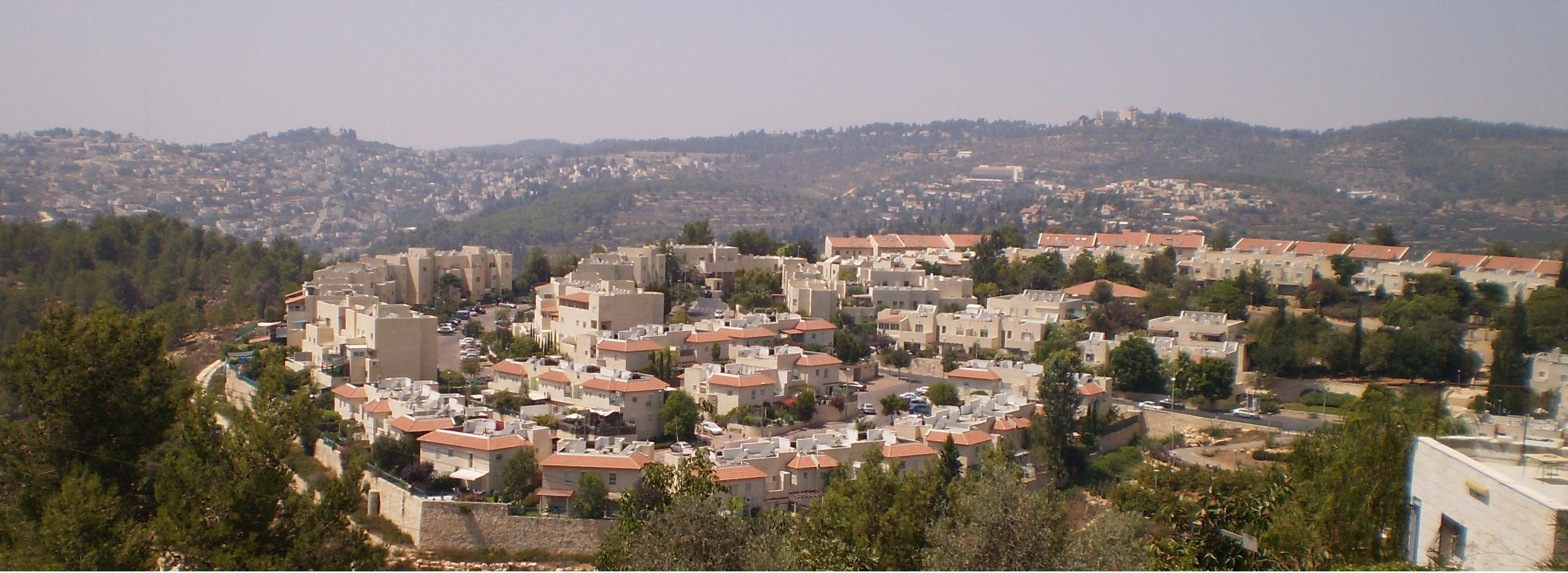
Visão panorâmica Maoz Sião

- Rachel Adato
- Aharon Appelfeld
- Shlomo Bentin
- Charlie Biton
- Ran Cohen
- Martin van Creveld
- Caroline Glick
- David Grossman
- Yuval Steinitz
- Matan Vilnai

## Cidades-irmãs
- White Plains, Nova York (2004)[8]
- Sankt Augustin, Alemanha (2001).